# Peter Cloos
Peter Cloos (* 11. Mai 1799 in Dreihausen in der Landgrafschaft Hessen-Kassel; † 25. Mai 1870 ebenda in der Provinz Hessen-Nassau) war ein deutscher Schultheiß und Mitglied der kurhessischen Ständeversammlung.

## Leben
Peter Cloos wurde als Sohn des Walter Cloos und dessen Ehefrau Henriette Bauer geboren.
Er war in seiner Heimatgemeinde als Schultheiß tätig. Diese Stellung entsprach dem Amt eines heutigen Bürgermeisters. In dieser Funktion erhielt er am 11. November 1833 ein Mandat für die kurhessische Ständeversammlung. Diese wurde nach den Unruhen im Jahre 1830 zum Zweck der Beratung und Verabschiedung einer Verfassung gebildet und hatte bis 1866 Bestand, als das Land Hessen durch Preußen annektiert wurde.
Cloos blieb bis zum 6. April 1835 in dem Parlament. 